# Франсіско Енкарнасьйон
Франсіско Енкарнасьйон (ісп. Francisco Encarnación; нар. 4 квітня 1989) — домініканський борець греко-римського стилю, срібний та триразовий бронзовий призер Панамериканських чемпіонатів, срібний призер чемпіонату Південної Америки, бронзовий призер Панамериканських ігор, срібний призер Центральноамериканських і Карибських ігор.

## Біографія
Боротьбою почав займатися з 2002 року. Тренується в Олімпійському центрі Санто-Домінго. Тренер Олгуїн Сабуа.

## Спортивні результати на міжнародних змаганнях

### Виступи на Чемпіонатах світу
| Змагання                        | Збірна                   | Вагова категорія | Місце |
| ------------------------------- | ------------------------ | ---------------- | ----- |
| Чемпіонат світу з боротьби 2009 | Домініканська Республіка | 55 кг            | 16    |
| Чемпіонат світу з боротьби 2011 | Домініканська Республіка | 55 кг            | 30    |
| Чемпіонат світу з боротьби 2013 | Домініканська Республіка | 60 кг            | 25    |

### Виступи на Панамериканських чемпіонатах
| Змагання                                   | Збірна                   | Вагова категорія | Місце  |
| ------------------------------------------ | ------------------------ | ---------------- | ------ |
| Панамериканський чемпіонат з боротьби 2009 | Домініканська Республіка | 55 кг            | Бронза |
| Панамериканський чемпіонат з боротьби 2010 | Домініканська Республіка | 55 кг            | Срібло |
| Панамериканський чемпіонат з боротьби 2011 | Домініканська Республіка | 55 кг            | Бронза |
| Панамериканський чемпіонат з боротьби 2013 | Домініканська Республіка | 60 кг            | Бронза |

### Виступи на Чемпіонатах Південної Америки
| Змагання                                    | Збірна                   | Вагова категорія | Місце  |
| ------------------------------------------- | ------------------------ | ---------------- | ------ |
| Чемпіонат Південної Америки з боротьби 2014 | Домініканська Республіка | 66 кг            | Срібло |

### Виступи на Панамериканських іграх
| Змагання                  | Збірна                   | Вагова категорія | Місце  |
| ------------------------- | ------------------------ | ---------------- | ------ |
| Панамериканські ігри 2011 | Домініканська Республіка | 55 кг            | Бронза |

### Центральноамериканських і Карибських іграх
| Змагання                                     | Збірна                   | Вагова категорія | Місце  |
| -------------------------------------------- | ------------------------ | ---------------- | ------ |
| Центральноамериканські і Карибські ігри 2010 | Домініканська Республіка | 55 кг            | Срібло |
| Центральноамериканські і Карибські ігри 2014 | Домініканська Республіка | 66 кг            | 5      |

### Виступи на інших змаганнях
| Змагання                        | Збірна                   | Вагова категорія | Місце  |
| ------------------------------- | ------------------------ | ---------------- | ------ |
| Cerro Pelado International 2013 | Домініканська Республіка | 60 кг            | 5      |
| Кубок Гранми з боротьби 2014    | Домініканська Республіка | 59 кг            | Бронза |